# Svendborg
Svendborg é um município da Dinamarca, localizado na região central, no condado de Fiónia.
O município tem uma área de 173 km² e uma  população de 43 115 habitantes, segundo o censo de 2004.
No ano 2000 a Dinamarca declarou Svendborg como a "Cidade do ano"; sendo que em 2003 foi comemorado seu 750.º aniversário.
Pertence à rede das Cidades Cittaslow.